# The Strangest Party (These Are the Times)
The Strangest Party (These Are the Times) is een nummer van de Australische rockband INXS uit 1994. Het verscheen als één van de twee nieuw nummers op hun verzamelalbum The Greatest Hits, naast "Deliver Me".

## Achtergrondinformatie
De muziek voor het nummer was aanvankelijk al geschreven door Andrew Farriss voor het vorige INXS-album Full Moon, Dirty Hearts, maar bleek op de plank liggen. Toen de band voor hun Greatest Hits-album "Deliver Me" opnam als nieuw nummer, wilde de band nog een extra track aan het album toevoegen. Hierop werd besloten om de muziek te gebruiken dat Farriss al eerder had geschreven. Michael Hutchence schreef een tekst op deze muziek, waaruit "The Strangest Party" voortkwam.
Het nummer werd een bescheiden hit in INXS' thuisland Australië, waar het de 34e positie haalde. In Nederland bereikte de plaat de 21e positie in de Tipparade, terwijl in de Vlaamse Radio 2 Top 30 de 25e positie werd gehaald.

## Tracklijst
- Cd-single 1

1. "The Strangest Party (These Are the Times)"
2. "The Strangest Party" (Apollo 440 mix)
3. "Wishing Well" (Courier extended mix)
4. "Sing Something"

- Cd-single 2

1. "The Strangest Party (These Are the Times)" (3:52)
2. "Need You Tonight" (Big Bump mix) (8:27)
3. "I'm Only Looking" (Bad Yard club mix) (8:07)

- Cassette- en 7"-single

1. "The Strangest Party"
2. "Wishing Well" (Courier extended mix)